# 基督教浸信会教堂旧址
基督教浸信会教堂旧址，位于山东省烟台市芝罘区东山街道大马路35号。是中华人民共和国山东省省级文物保护单位之一。
2013年，列入第四批山东省文物保护单位，该文物保护单位是一座近现代重要史迹及代表性建筑。